# Клиши су Боа
Клиши су Боа (фр. Clichy-sous-Bois) је насељено место у Француској у Париском региону, у департману Сена Сен Дени.
По подацима из 2011. године у општини је живело 29.835 становника, а густина насељености је износила 7553,16 становника/km².

## Демографија
| 1962.  | 1968.  | 1975.  | 1982.  | 1990.  | 2011.  |
| ------ | ------ | ------ | ------ | ------ | ------ |
| 11.606 | 16.357 | 22.422 | 24.654 | 28.180 | 29.835 |